# حكيم نصاري
حكيم نصاري (بالفارسية: حکیم نصاری) هو مهاجم كرة قدم إيراني من مواليد 22 ديسمبر 1986، يلعب مع نادي نفط مسجد سليمان في دوري المحترفين الإيراني.

## روابط خارجية
- حكيم نصاري على موقع قاعدة بيانات كرة القدم.إي يو (الإنجليزية)
- حكيم نصاري على موقع Soccerway.com (الإنجليزية)